# Paweł Józef Niedźwiecki
Paweł Józef Niedźwiecki herbu Ogończyk – podstarości przemyski w 1771 roku, pisarz przemyski w latach 1748–1772, łowczy żydaczowski w latach 1738–1748, sędzia kapturowy ziemi przemyskiej w 1764 roku.